# Fléron
Fléron ist eine Gemeinde in der belgischen Provinz Lüttich. Sie besteht aus den Ortschaften Fléron, Magnée, Retinne und Romsée.

## Kulturdenkmale
Siehe: Liste der Kulturdenkmale in Fléron

## Weblinks

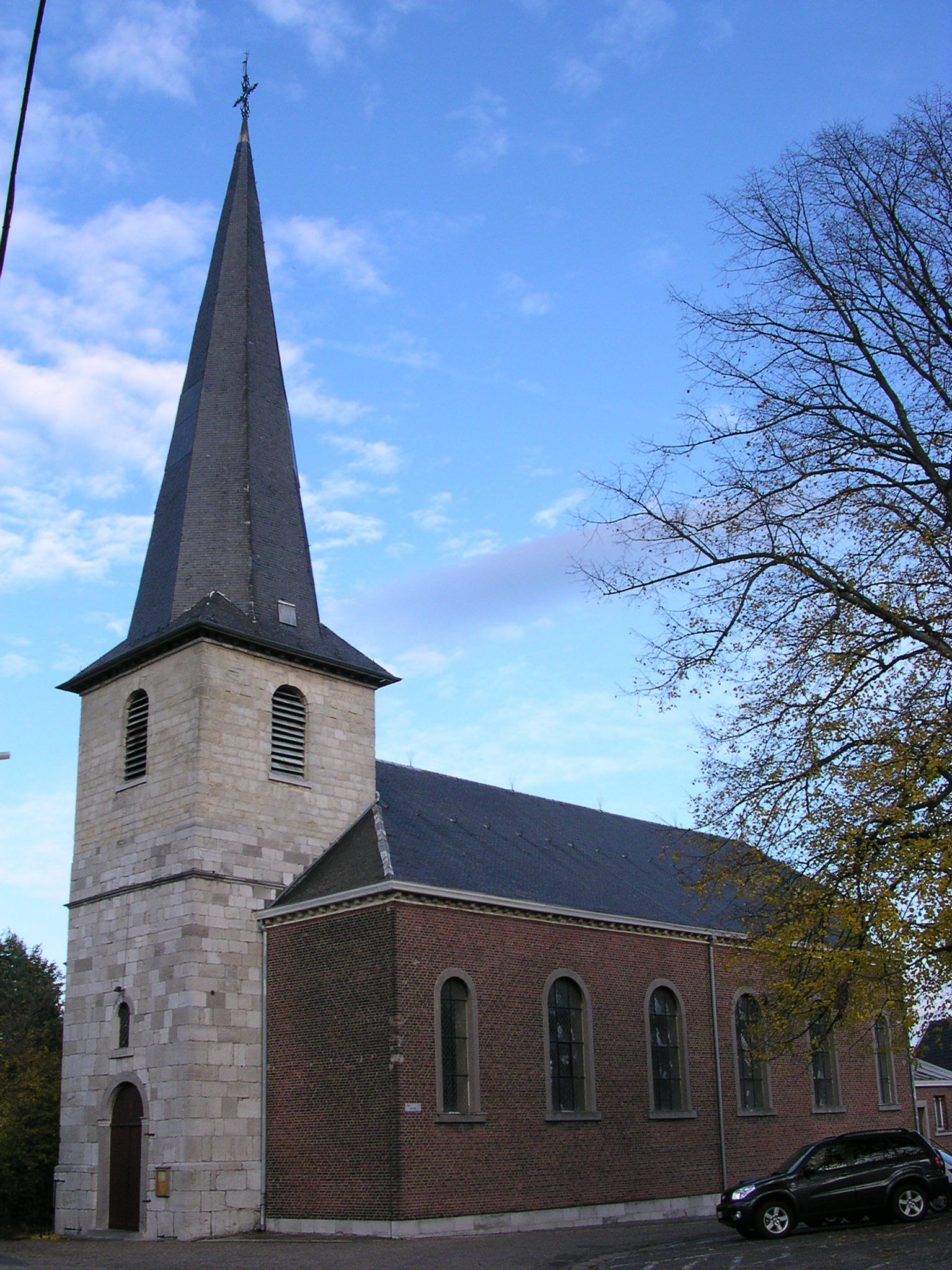
Kirche Saint Denis in Fléron